# Гарда (остров)
Гарда (итал. Isola di Garda; также Изола-Боргезе — Isola Borghese) — самый большой остров на итальянском озере Гарда. Расположен в 200 метрах от мыса Сан-Фермо (Capo San Fermo), который отделяет залив Сало́ от бухты Смеральдо. Размеры острова Гарда достигают километра в длину и в среднем 600 метров в ширину.
К югу от острова расположена гряда рифов и отмелей, которая завершается островком Сан-Бьяджо (San Biagio), известного как «остров кроликов». В административном плане остров Гарда подчиняется коммуне Сан-Феличе-дель-Бенако.

## История
На Гарде были поселения ещё со времён Древнего Рима, когда остров был известен как Insula Cranie. Остров был заброшен на закате Римской империи и долгое время служил прибежищем пиратов.
В 879 году остров был упомянут в декрете баварского короля Карломана, фиксирующего передачу острова во владение веронскому аббатству Сан-Дзено. Следующее упоминание об острове встречается в документе 1180 года, свидетельствующем о передаче императором Фридрихом Барбароссой феода во владение предкам Биемино да Манерба.
В 1220 году Франциск Ассизский посетил Гарду и так вдохновился идеей создания здесь монастыря, что ему удалось уговорить владельца острова Биемино да Манерба передать монахам северную скалистую часть острова, чтобы основать там небольшой скит. В 1227 году остров посетил Антоний Падуанский, а в 1304 году здесь, согласно легенде, побывал Данте Алигьери, который упомянул Гарду в «Божественной комедии»:
Loco è nel mezzo là dove 'l trentino
pastore e quel di Brescia e 'l veronese
segnar poria, s'e' fesse quel camminoАд, песнь XX.
В 1429 году Бернардин Сиенский преобразовал существовавший на острове скит в настоящий монастырь, лично приняв участие в проектировании церкви, внутреннего двора, келий и садов. После этого остров стал важным церковным центром, однако с XVI века религиозная жизнь острова пришла в упадок, а в 1798 году Наполеон Бонапарт приказал закрыть монастырь.
С 2002 года остров открыт для посещения туристами.